# (2-Ethylhexyl)glycidylether
(2-Ethylhexyl)glycidylether ist eine chemische Verbindung aus der Gruppe der Epoxide und Ether.

## Gewinnung und Darstellung
(2-Ethylhexyl)glycidylether kann durch Kondensationsreaktion von 2-Ethylhexanol mit Epichlorhydrin in Anwesenheit eines Lewis-Säure-Katalysators hergestellt werden. Der zunächst entstehende  Halohydrinether wird durch eine alkalische Dehydrohalogenierung in Gegenwart von Tetraethylammoniumbromid in den (2-Ethylhexyl)glycidylether überführt.

## Eigenschaften
(2-Ethylhexyl)glycidylether ist eine brennbare, schwer entzündbare, farblose Flüssigkeit, die sehr schwer löslich in Wasser ist.

## Verwendung
(2-Ethylhexyl)glycidylether wird als Reaktives Epoxidverdünnungsmittel, Stabilisator und viskositätsverringerndes Mittel für Epoxidharze verwendet.